# Румф, Георг Эберхард
Георг Эберхард Румф (нем. Georg Eberhard Rumpf или нем. Georg Eberhard Rumphius, или лат. Georgius Everhardus Rumphius, 1627 — 13 июня 1702) — голландский биолог, ботаник, миколог, зоолог, естествоиспытатель (натуралист), геолог и коллекционер немецкого происхождения.

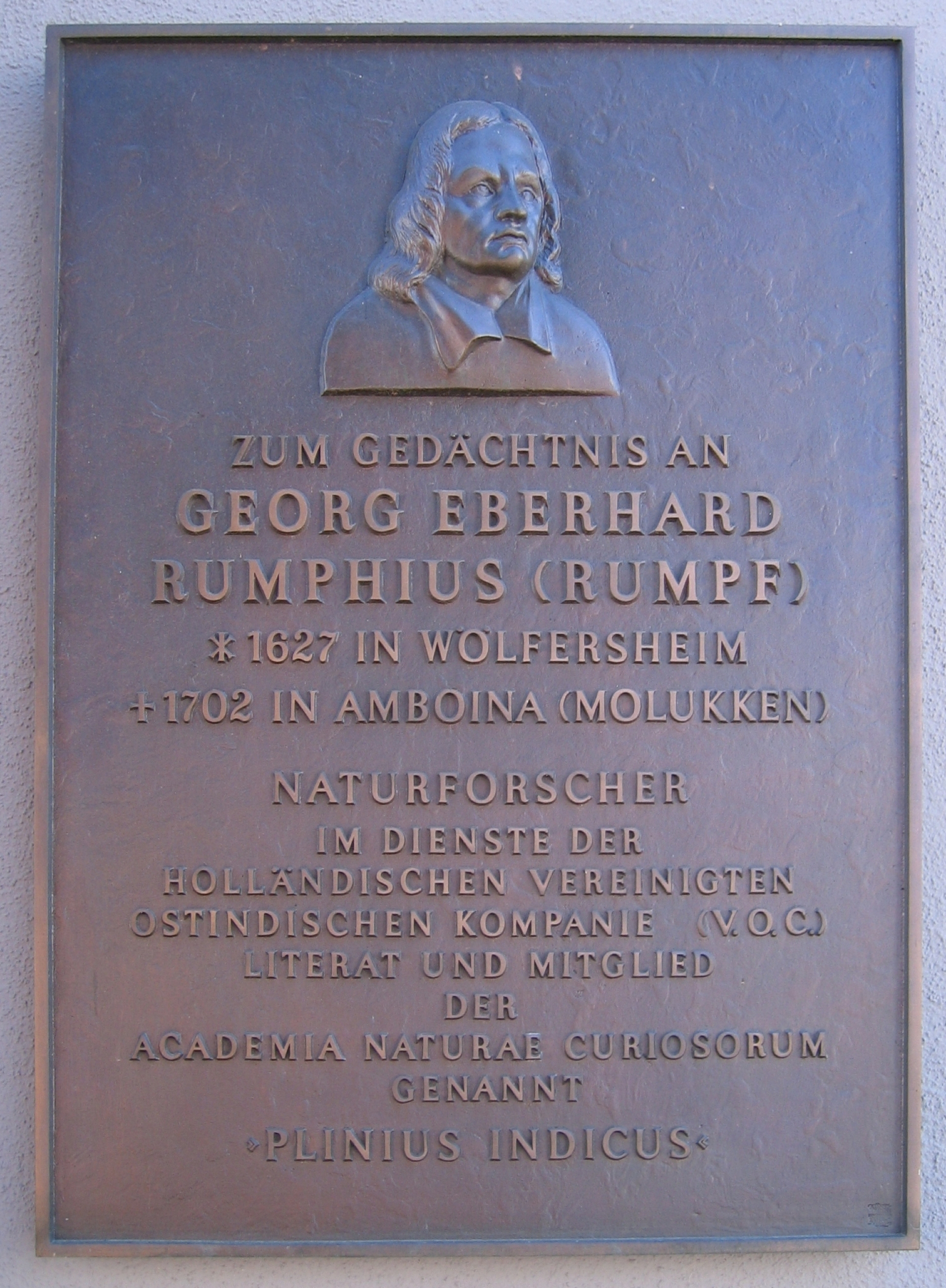
Мемориальная доска Румфа в Вёльферсхайме

## Биография
Георг Эберхард Румф родился в центральной Германии в 1627 году. Возможно также, что он родился в 1628 году. Крещён около 1 ноября.
О ранних годах Румфа известно мало.
Несмотря на нестабильное время, его отец смог зарабатывать на жизнь, работая в должности инженера, благодаря чему Румф получил хорошее образование в гимназии в Ханау, изучая классические языки.
Он долгое время жил на острове Амбон. Румф посвятил естествознанию много времени. Он стал экспертом по местной флоре, фауне и геологии.
Георг Эберхард Румф умер 13 июня 1702 года.
После его смерти коллекции и рукописи сгорели, а уцелевшая часть была издана Бурманном в Амстердаме, в 1741—1755 годах, под заглавием Herbarium Amboinensis (6 томов).

## Научная деятельность
Георг Эберхард Румф специализировался на семенных растениях и на микологии.

## Научные работы
- Amboinische Raritäten-Kammer oder Abhandlung von den steinschaalichten Thieren welche man Schnecken und Muscheln nennet. Kraus, Wien 1705, 1766.
- Herbarium Amboinensis. 6 Bde. Hrsg. v. Johann Burmann. Amsterdam 1741—1755[9].

## Почести
Линней назвал в его честь род Rumphia, однако ни одного гербарного образца этого растения не известно и его систематическое положение не может быть определено.